# Perigrapha icinctum
Perigrapha icinctum är en fjärilsart som beskrevs av Ignaz Schiffermüller 1776. Perigrapha icinctum ingår i släktet Perigrapha och familjen nattflyn. Inga underarter finns listade i Catalogue of Life.